# Мулузи, Бакили
Элсон Бакили Мулузи (англ. Elson Bakili Muluzi; род. 17 марта 1943, Мачинга, Южный регион) — президент Малави с 24 мая 1994 по 24 мая 2004 года.

## Президентство
Мулузи был избран президентом Малави в мае 1994 года, на первых многопартийных выборах (как кандидат от Объединённого демократического фронта). Он одержал победу над Хастингсом Бандой, диктатором Малави с 1963 года. До этого работал в правительстве Банды. В июне 1999 года Мулузи был переизбран на второй срок.
Период правления Мулузи был омрачён рядом скандалов. В 2000 году он в полном составе отправил в отставку правительство, когда выяснилось не целевое использование финансовой помощи, выделенной стране Великобританией. Другой скандал был связан с продажей Малави запасов кукурузы другим странам незадолго до начала засухи, из-за которой в стране начался голод.
Собирался выставить свою кандидатуру на президентских выборах 2009 года, однако избирательная комиссия запретила ему баллотироваться в третий раз. После этого заявил об уходе из политики.

## Личная жизнь
В октябре 1999 года 56-летний Бакили Мулузи женился на 35-летней Патрисии Фукила после 12 лет тайных отношений. Брак с первой женой Анной при этом разорван не был.